# Egret
白鹭引擎（Egret Engine）是一套自由开源的完整的HTML5游戏开发解决方案，用于构建二维游戏、演示程序和其他图形界面交互应用等。白鹭引擎是一个基于TypeScript语言开发的HTML5游戏引擎。当游戏开发完成后，可将程序发布到Web、iOS、Android、Windows Phone、PC等平台，实现跨平台特性。
白鹭引擎不仅仅是一个基于HTML5技术的游戏引擎，完整的产品线中除了白鹭引擎还提供了很多辅助游戏开发的工具。开发者可以使用Egret提供的相关工具搭建属于自己的游戏开发工作流。
白鹭引擎分为2D版本和3D版本，白鹭引擎2D版本已更新至5.0，白鹭引擎3D版本已发布。

## 白鹭引擎迭代历史
2021年，白露时代倒闭，但目前的已下载安装包依然可以继续使用
2017年7月，白鹭发布白鹭引擎3D版本，支持 WebAssembly 技术，拥有强大的 3D 编辑器系统，支持 Unity 工作流导出。 
2017年5月，白鹭发布了5.0版本，支持WASM 极速模式和 JS 兼容模式智能切换成为业界首个双核H5引擎。
2016年12月，白鹭引擎发布4.0版本，改善资源管理框架。
2016年5月，白鹭引擎发布3.0版本，引入的WebGL。
2015年9月，白鹭引擎发布2.5版本，调整局部渲染技术。
2015年5月，白鹭引擎发布2.0版本，并发布业界首个H5工作流。

## 白鹭引擎主要功能
白鹭引擎继承了Flash的优点，同时更加针对游戏开发，主要包括如下功能：
- 显示列表：将游戏中的可视化元素抽象为视觉模型，通过显示列表可以灵活的控制游戏中可视化元素
- 精灵：一种轻量级显示容器
- 事件机制：提供了一套生成和处理事件消息的标准方法
- 纹理集合：将大量图片汇集为一张纹理图进行处理
- 矢量绘图：封装了方便简单的矢量绘图功能
- 网络加载：封装了常用的网络通讯协议
- 位图字体：可通过位图字体方式显示文本
- 性能监控：可在游戏中快速开启性能监控面板
- 反射：对TypeScript增加了反射机制，方便模块化开发
- XML处理：提供标准的XML格式解析生成功能
- 骨骼动画：支持业内最优骨骼动画解决方案DragonBones
- 资源加载：提供了整套资源加载方案，优化网络加载功能
- EUI：提供大量组件，可快速开发游戏中的UI控件
- 脏矩形渲染：可以手动控制渲染过程中的脏矩形区域
- WebSocket支持：可以使用内置的WebSocket

## 模块
- 物理系统：内置物理系统模块，可以制作逼真的物理碰撞效果，模拟真实世界效果

- 屏幕适配模块：提供4中屏幕适配策略，可以方便进行切换，使用不同分辨率手机屏幕

- 三种渲染模式无缝切换：可以在DOM、Canvas和WebGL模式下渲染

- 粒子库系统：可以制作精美的粒子效果

## 白鹭产品家族
除了核心引擎Egret Engine（白鹭引擎）外，白鹭时代已构建起一条完整的专业工作流, Egret Runtime（白鹭加速器）, Egret Wing（可视化编辑器）, DragonBones（骨骼动画工具）等10余款工具可让开发者简单、高效的开发出移动游戏。
 
白鹭引擎3D：业内首款 真3D HTML5 游戏引擎。白鹭引擎3D版本拥有强大的 3D 编辑器系统，支持 Unity 工作流导出，高性能和小巧包体满足H5 3D游戏在PC、APP、H5 三端齐发。白鹭引擎3D支持 GPU 骨骼动画、高级灯光烘焙、可编程渲染管线、泛光、环境光效果、高级纹理、基于Web Audio音频引擎和完善的实时通信网络模块，以及大型网络游戏必须的延迟渲染技术。除此以外 白鹭引擎3D还支持全功能后期特效处理，包括后期材质、抗锯齿、融合、景深等功能。 
骨骼动画（DragonBones）：DragonBones是国内首款支持HTML5动漫国际标准的创作工具。它是白鹭时代推出的面向设计师的动画与动漫创作平台。包含了可创作骨骼动画、帧动画和可交互动态漫画的集成式创作工具DragonBones Pro、Flash动画导出插件，并支持各大平台主流引擎的运行库。2017年7月，DragonBones5.3版正式上线。
白鹭加速器（Egret Runtime）：这是一款支持3D的HTML5游戏加速器，主要解决解决低端机对HTML5标准支持不佳、体验差的弊端，通过Runtime适配不同的系统让HTML5游戏效果媲美原生游戏。截止到2017年，Runtime已累计接入设备5亿台。
可视化编辑器（Egret Wing）：可视化编辑器（Egret Wing）是白鹭时代推出的一款强大而智能的记成开发环境（IDE），支持主流开发语言与技术。通过可视化编辑器，提高游戏开发效率。支持Node.js开发扩展插件，更好地定制化自由内容。使用Egret Wing可以更快速的编写Web相关项目及快速实现Egret可视化内容。
Lakeshore：是一款无需编程的免费游戏创作工具，使用Lakeshore的强大功能每个人都可以快速创作效果炫酷的游戏。借助Egret引擎，Lakeshore创作的游戏能够在安卓、iOS和Windows Phone平台上运行。
Egret Native：可以将您基于Egret开发的HTML5游戏转换为Android App 和 iOS APP。转换后的APP效率更加接近原生游戏性能，Egret Native通过对QuickSDK的支持，可使你一键生成所有渠道包，更加专注游戏品质。
Egret Feather：是一款粒子编辑器，各个参数的组合塑造出千变万化的效果，为游戏添姿添彩。全程可视化编辑操作，屏蔽所有底层复杂的参数设置。所见即所得的操作模式，让即使毫无编程技能的美术人员也可快速上手，立即制作出精美的粒子效果。编辑器可以自动导出配置文件供程序开发使用。
EgretVS：是一款 Visual Studio 插件，致力于提高 Egret 引擎在 Visual Studio 中的使用体验。
Texture Merger：是一款纹理集打包和动画转换工具。它能将零散的小图合并为大图纹理集，提高资源加载速度和游戏性能。在游戏研发过程中，开发者可以使用小图开发，等到产品发布时再对资源进行合并，完全不用修改代码Texture Merger 可以方便的将 GIF 和 SWF 动画转换为 Egret 支持的动画格式。
Egret Conversion：是白鹭时代推出的一款重要产品，可以快速的将现有的Flash项目转换到Egret HT ML5项目。界面友好易用，无需其他工具的辅助。功能强大可扩展，支持AS3各种复杂语法特性，涵盖绝大部分的Flash API，并且支持swf资源的直接转换。
Egret Inspector：是一款 供Google Chrome 开发者使用的插件，能够帮助开发者可视化地调试 Egret 项目。
ResDepot：是 Egret游戏的可视化资源管理工具。它能轻松高效地管理大量游戏素材和配置文件资源.帮您快速制作生成 Egret 游戏中所需的资源配置文件，轻松定制灵活的分组加载规则。通过可视化的拖拽操作，快速完成资源配置文件。[1] 

## 另見
- OpenFL（英语：OpenFL）：另一個仿製Flash API的游戏引擎